# Louder (álbum de R5)
Louder es el primer álbum de estudio de la banda estadounidense de pop rock R5, el cual fue lanzado el 24 de septiembre de 2013 bajo el sello discográfico Hollywood Records. Louder también fue lanzado como un álbum de lujo, con cuatro pistas adicionales disponibles sólo para su descarga digital.

## Antecedentes
“Queríamos sacar un álbum divertido,” dice Rydel Lynch y Ratliff dijo “Queríamos hacer un disco optimista e inspirado que desea jugar 24/7.”

## Lanzamiento
Una versión de lujo se vende exclusivamente en Target incluyendo la canción «Wishing I Was 23» producida por Rocky Lynch, un ZinePak se vende exclusivamente en Justice incluye stickers y el bonus track también. Una edición de lujo del álbum fue lanzado en Japón en noviembre, que incluye otro bonus track, «Crazy Stupid Love».

## Rendimiento de la lista
El álbum debutó en el Billboard 200 en el número 24 vendiendo 15.000 copias en la primera semana.

## Recepción
El álbum recibió críticas generalmente positivas, con Tim Sendra de AllMusic alabando Louder como una "moderna confección pop fuerte, ordenada y divertida." También elogió a Rydel, tiene una característica vocal en "Love Me Like That" que calificó de "eso es un descarado interludio agradable". Musichel llamó a Louder impresionante "gran entrada en el mundo de la música pop" de R5, También agregó que "el futuro de R5 se establece para el cielo y más allá." 

## Sencillos
- El primer sencillo fue «Loud», el cual fue lanzado el 19 de febrero de 2013 en el EP del mismo nombre Loud.
- El segundo sencillo fue «Pass Me By», lanzado el 20 de agosto de 2013.
- El 25 de diciembre de 2013, la banda lanzó «(I Can't) Forget About You» como el segundo sencillo del álbum.[8]
- «One Last Dance» fue lanzado como el tercer sencillo el 30 de mayo de 2014.[9]

## Lista de canciones
| N.º | Título                          | Escritor(es)                            | Duración |  |
| 1.  | «Pass Me By»                    | Ross,Rocky y Riker lynch                | 3:21     |  |
| 2.  | «(I Can't) Forget About You»    | Ross,Rocky y Riker lynch.               | 3:31     |  |
| 3.  | «Ain't No Way We're Goin' Home» | Rocky lynch                             | 3:06     |  |
| 4.  | «I Want U Bad»                  | Ross lynch ,Rocky Lynch y Riker Lynch . | 3:13     |  |
| 5.  | «If I Can't Be with You»        | Rocky Lynch y Ross Lynch.               | 2:55     |  |
| 6.  | «Love Me Like That»             | Ross,Rocky y Riker lynch.               | 3:21     |  |
| 7.  | «One Last Dance»                | Rocky y Ross Lynch.                     | 3:21     |  |
| 8.  | «Loud»                          | Ross Lynch , Rocky Lynch y Riker Lynch. | 3:26     |  |
| 9.  | «Fallin' for You»               | Rocky Lynch y Rydel )Lynch.             | 3:36     |  |
| 10. | «Cali Girls»                    | Rocky Lynch y Ross Lynch.               | 3:28     |  |
| 11. | «Here Comes Forever»            | Rocky, Ross y Riker Lynch.              | 3:15     |  |

| Canción Exclusiva para Target/Japón/Filipinas/Latinoamérica |                    |          |  |
| N.º                                                         | Título             | Duración |  |
| 12.                                                         | «Wishing I Was 23» | 3:34     |  |

| Bonus Tracks Digital |                                 |          |  |
| N.º                  | Título                          | Duración |  |
| 12.                  | «Loud (Acústico)»               | 3:26     |  |
| 13.                  | «Fallin' for You (Acústico)»    | 3:23     |  |
| 14.                  | «I Want U Bad (Acústico)»       | 3:18     |  |
| 15.                  | «Here Comes Forever (Acústico)» | 3:14     |  |

| Bonus Tracks de la Edición Deluxe para Japón |                              |          |  |
| N.º                                          | Título                       | Duración |  |
| 13.                                          | «Loud (Acústico)»            | 3:26     |  |
| 14.                                          | «I Want U Bad (Acústico)»    | 3:23     |  |
| 15.                                          | «Fallin' for You (Acústico)» | 3:18     |  |
| 16.                                          | «Crazy Stupid Love»          | 3:14     |  |
| 17.                                          | «Christmas Is Coming»        | 3:08     |  |

## Créditos
- Riker Lynch - Bajo, Voz
- Ross Lynch - Guitarra rítmica, Voz principal
- Rocky Lynch - Guitarra líder
- Rydel Lynch - Teclado
- Ellington Ratliff - Batería

## Posicionamiento en listas
| Lista (2013)                   | Máxima posición |
| ------------------------------ | --------------- |
| Belgian Albums Chart (Flandes) | 47              |
| Belgian Albums Chart (Valonia) | 158             |
| French Albums Chart            | 121             |
| Irish Albums Chart             | 59              |
| Italian Albums Chart           | 11              |
| Japanese Albums Chart          | 60              |
| Polish Albums Chart            | 26              |
| Portuguese Albums Chart        | 27              |
| Spanish Albums Chart           | 38              |
| UK Albums (OCC)                | 149             |
| US Billboard 200               | 24              |

## Certificaciones
| País     | Organismo certificador | Certificación | Simbolización | Ventas | Ref.   |
| -------- | ---------------------- | ------------- | ------------- | ------ | ------ |
| Colombia | ASINCOL                | Oro           | ●             | 20 000 | [ 19 ] |